# بهمن مفید
بهمن مفید (۲۵ مرداد ۱۳۲۱ – ۲۶ مرداد ۱۳۹۹) بازیگر، نوازنده، خواننده و صداپیشه عروسکی اهل ایران بود.

## زندگی
بهمن مفید در ۵ مرداد ۱۳۲۱ در تهران (خیابان شهباز) زاده شد. او برادر بیژن مفید نمایشنامه‌نویس و کارگردان ایرانی و اردوان مفید بازیگر، هنگامه مفید شاعر، ترانه‌سرا، نمایشنامه نویس و کارگردان و فرزند غلامحسین مفید از هنرپیشگان قدیمی تئاتر و قدسیه فریور بود. بهمن مفید بازیگری تئاتر را از کودکی و با بازی در نمایشنامه‌هایی که پدر و برادرش کارگردانی می‌کردند آغاز کرد. او از ۴ یا ۵ سالگی در نمایش‌های پدرش حضور داشت. «یوسف و زلیخا» نخستین نمایشی بود که وی در کودکی بازی کرد.

## فعالیت‌ها

### ۱۳۴۸ تا ۱۳۵۷
بهمن مفید در جوانی، همزمان با تحصیل در دانشکده هنرهای دراماتیک، به کارگردانی و بازیگری می‌پرداخت. وی همراه با پدر و برادرانش گروهی داشتند که به همراه بازیگرانی مانند: بهزاد فراهانی، رضا میرلوحی، اصغر آقاخانی، و بهرام وطن‌پرست به اجرای تئاتر می‌پرداختند. او همچنین با «گروه هنر ملی» و عباس جوانمرد همکاری داشت. پس از آن، برادرش اردوان مفید، گروه «کانون» را تأسیس کرد.  در این زمان بهمن مفید که در وزارت فرهنگ و هنر مشغول به کار بود از این نهاد جدا شد و به سینما روی آورد.
از آثار سرشناسِ بهمن مفید در تئاتر، بازی در تئاترِ شهر قصه به کارگردانی بیژن مفید و نقش تمثیلی «دهباشی» در نمایش میراث و ضیافت کارِ بهرام بیضایی در آذر ۱۳۴۶ در تماشاخانه سنگلج (تالار ۲۵ شهریور) بوده‌است.
وی همچنین با گروهی متشکل از: سیروس ابراهیم‌زاده، رامین فرزاد، نیکو خردمند، تجدد، فهیمه راستکار و پروین امیرسلیمانی نمایش‌نامه‌هایی را به کارگردانی بیژن مفید در رادیو تهران اجرا می‌کرد. بهمن مفید در باله نیز فعال بود و در افتتاح تالار رودکی (تالار وحدت) با نقش‌آفرینی «زال» در اپرای زال و رودابه به همراه افسانه دیهیم و حسین سرشار حضور داشت.
بهمن مفید که فارغ‌التحصیل رشتهٔ تئاتر از دانشکدهٔ هنرهای دراماتیک است کار سینمایی خود را در سال ۱۳۴۸ و با ایفای نقش کوتاهی در فیلم قیصر به کارگردانی مسعود کیمیایی آغاز کرد. این نقش گرچه کوتاه بود اما با دیالوگ پرآوازه‌اش در این فیلم و این نقش، جاودانه شد. این دیالوگ، بخشی از فیلمنامه نبود و پس از اجرا و پیشنهادش توسط بهمن مفید به دلیل زیبایی و اثرگذاری، مورد پسند مسعود کیمیایی قرار گرفت و وارد فیلمنامه شد.

### ۱۳۵۷ تا ۱۳۹۹

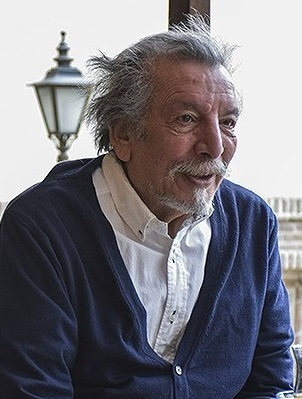
بهمن مفید در سال ۱۳۹۶

بهمن مفید پس از انقلاب ۱۳۵۷ ایران مدتی به عنوان هنرپیشهٔ نمایش‌های مردمی در تئاتر سنگلج و سپس در لاله‌زار مشغول به کار شد. در فیلم‌هایی نظیر: فریاد مجاهد، نمنافق، و قدیس نیز نقش‌آفرینی کرد. اما در سال ۱۳۶۰ با فشارهای وارده از سوی انقلابیون مجبور به مهاجرت شد و در آمریکا سکنی گزید. در آمریکا به همراه مرتضی عقیلی، چند میان‌پرده و همچنین نمایش «ماه و پلنگ»، «شاپرک خانم» و نمایش‌های کودکانه را به روی صحنه برد. وی پس از سال‌ها دوری از وطن، در سال ۱۳۷۸ به منظور دیدار مادرش به ایران بازگشت و به علت توقیف پنج‌سالهٔ گذرنامه‌اش در ایران ماندگار شد. او در مصاحبه‌ای گفته بود:
«گفتند ممنوع‌التصویرم. رفتم تئاتر بازی کردم. بعد یکی با کلت آمد گفت: تئاتر تعطیل. من هم رفتم آمریکا! با میان‌پرده‌خوانی زندگی می‌کردم که رئیس دولت اصلاحات گفت همه ایرانی‌ها می‌توانند تا دو هفته بعد برگردند ایران. من هم آمدم، پاسپورتم را ضبط کردند و نگذاشتند برگردم. بد هم نشد! ماندم پیش مادرم!»
بهمن مفید در زمان دولت اصلاحات، در فیلم سرود تولد نقش کوتاهی بازی کرد که در نهایت از آن حذف شد. اما با اعتراض و ممنوع‌التصویری دوباره روبرو شد. در دوره ریاست جمهوری محمود احمدی‌نژاد نیز اجازهٔ کار در تئاتر به وی داده نشد. او پس از مدتی به شبکهٔ جم در ترکیه پیوست و در آنجا مشغول به بازیگری شد اما خیلی زود به ایران بازگشت. وی درحالی که اجازهٔ هیچگونه فعالیت حرفه‌ای نداشت، پس از دریافت گذرنامه‌اش حاضر به ترک ایران نشد و زندگی در کشورش را به مهاجرت ترجیح داد. او پس از آن، به‌صورت جسته و گریخته به عنوان دوبلور و صداپیشهٔ نمایش‌های عروسکی مانند پلیس آسمانی و با نام مستعار «بهمن فریور» به نقش آفرینی ادامه داد.
گفته می‌شود که قرار بوده بهمن مفید در فیلم لامینور نیز بازی کند، اما تلاش در این زمینه هم ناکام ماند.

## درگذشت
بهمن مفید که مدت یک سال به دلیل سرطان ریه تحت درمان بود در ۲۶ مرداد ۱۳۹۹ در سن ۷۸ سالگی، در خانه‌اش در تهران درگذشت. پیکر او، روز ۲۷ مرداد ۱۳۹۹ در قطعهٔ هنرمندان بهشت زهرا در آرامگاهِ مشترک با کامبیز صمیمی‌مفخم، هنرمند تئاتر و تئاتر عروسکی و همسر خواهرش، هنگامه مفید، به خاک سپرده شد.

«... بهترین بازی‌های بهمن مفید در هیچ فیلمی ثبت نشده. بهترین بازی‌های او در مجلس‌های خودمانی دوستان بود که به سادگی و خودجوش سر می‌گرفت، بی‌کوششی گزاف و به روانیِ آب! تکی و در بهترین اجرای ممکن؛ یکه‌تاز در چند نقشِ خودساخته بسیار متفاوت. تکه‌هایی که هنوز این به پایان نیامده، بعدی پشت سرش می‌آمد، پرشور و شیرین!...»

بهرام بیضایی (به‌مناسبت درگذشت بهمن مفید)

### بازتاب
- استاد هاشمی در پیامی ضمن تسلیت به اردوان مفید، بهمن مفید را از جمله هنرمندان توانمند و محبوب  فقدان او را به جامعه هنر ایران تسلیت گفت.[۱۶]
- گرامی ایران ، منوچهر والی زاده در پیامی ضمن تسلیت به بازماندگان و جامعه هنرمندان ایران، خاطر نشان کرد که بهمن مفید، همیشه جاویدان نام می‌ماند.[۱۷]
- بهرام بیضایی نوشت: بهترین بازی‌های بهمن مفید در هیچ فیلمی ثبت نشده. بهترین بازی‌های او در مجلس‌های خودمانی دوستان بود که به سادگی و خودجوش سر می‌گرفت.[۸]

## جوایز
- بهمن مفید در سال ۱۳۵۱ برندهٔ جایزهٔ بهترین بازیگر نقش دوم مرد برای بازی در فیلم داش‌آکل از چهارمین جشنواره سینمایی سپاس شد.

## آثار

### سینمایی
- قیصر (۱۳۴۸)
- طوقی (۱۳۴۹)
- رقاصه شهر (۱۳۴۹)
- رضا موتوری (۱۳۴۹)
- فریاد (۱۳۵۰)
- سه‌قاپ (۱۳۵۰)
- زن یک شبه (۱۳۵۰)
- رشید (۱۳۵۰)
- داش‌آکل (۱۳۵۰)
- حیدر (۱۳۵۰)
- پل (۱۳۵۰)
- بابا شَمَل (۱۳۵۰)
- مرغ تخم‌طلا (۱۳۵۱)
- مرد (۱۳۵۱)
- قلندر (۱۳۵۱)
- شیربها (۱۳۵۱)
- ساحره (۱۳۵۱)
- رضا هفت‌خط (۱۳۵۱)
- خانواده سرکار غضنفر (۱۳۵۱)
- خاطرخواه (۱۳۵۱)
- توبه (۱۳۵۱)
- پخمه (۱۳۵۱)
- اتل متل توتوله (۱۳۵۱)
- نامحرم (۱۳۵۲)
- مکافات (۱۳۵۲)
- معشوقه (۱۳۵۲)
- مروارید (۱۳۵۲)
- مردها و نامردها (۱۳۵۲)
- مترس (۱۳۵۲)
- کیفر (۱۳۵۲)
- غول (۱۳۵۲)
- غریب (۱۳۵۲)
- بیگانه (۱۳۵۲)
- حسین آژدان (۱۳۵۳)
- جوجه فکلی (۱۳۵۳)
- سنجر (۱۳۵۳)
- تهمت (۱۳۵۳)
- هم‌خون (۱۳۵۴)
- مشکی (۱۳۵۴)
- مجازات (۱۳۵۴)
- کمین (۱۳۵۴)
- غلام زنگی (۱۳۵۴)
- عمو فوتبالی (۱۳۵۴)
- رقیب (۱۳۵۴)
- رفیق (۱۳۵۴)
- ولی‌نعمت (۱۳۵۵)
- والده آقا مصطفی (۱۳۵۵)
- کلک نزن خوشگله (۱۳۵۵)
- غرور و تعصب (۱۳۵۵)
- راز (۱۳۵۵)
- خانم دلش موتور می‌خواد (۱۳۵۵)
- جاهل و رقاصه (۱۳۵۵)
- پشمالو (۱۳۵۵)
- پاداش یک مرد (۱۳۵۵)
- بابا گلی به جمالت (۱۳۵۵)
- فریادرس (۱۳۵۶)
- غربتی‌ها (۱۳۵۶)
- طوطی (۱۳۵۶)
- زن (۱۳۵۶)
- رفاقت (۱۳۵۶)
- جمعه (۱۳۵۶)
- تلافی (۱۳۵۶)
- پشت و خنجر (۱۳۵۶)
- هجرت (۱۳۵۷)
- نفس بریده (۱۳۵۷)
- حق و ناحق (۱۳۵۷)
- برادرکشی (۱۳۵۷)
- فریاد مجاهد (۱۳۵۸)
- منافق (۱۳۵۹)
- قدیس (۱۳۶۰)
- سرود تولد (۱۳۸۳)

### تلویزیونی
- عروسکها (۱۳۴۵) بهرام بیضایی پخش فروردین ۱۳۴۶
- نماهنگ حکایت (۱۳۷۱) مسعود فردمنش با همراهی ستار خواننده
- زمین ناهموار (۱۳۹۵) محمد راوندی شبکه جم

### نوازندگی در فیلم
- توبه (۱۳۵۱)

### خوانندگی در فیلم
- توبه (۱۳۵۱)
- رضا هفت‌خط (۱۳۵۱)
- فریادرس (۱۳۵۶)

### گوینده عروسکی
- یکی بود یکی نبود (۱۳۷۹)
- پلیس آسمانی (۱۳۸۱) مجموعه تلویزیونی
- دربه‌درها (۱۳۸۳)
- سرتو بدزد رفیق (۱۳۸۴)
- امین و مینا (۱۳۸۷)[۱۱]مجموعه عروسکی

### صدا پیشه
- شاپرک خانوم (۱۳۵۲) تئاتر عروسکی
- منگوله گوش میرزا (۱۳۷۹) مجموعه عروسکی
- عصر یخبندان ۴، شکاف قاره‌ها.[۱۸]

## نگارخانه
